# Brian Shenton
Brian Shenton (ur. 15 marca 1927 w Doncasterze, zm. 9 maja 1987 w Yeovil) – brytyjski lekkoatleta sprinter, mistrz Europy.

## Kariera zawodnicza
Na igrzyskach Imperium Brytyjskiego w 1950 w Auckland odpadł w półfinałach biegów na 100 jardów i na 220 jardów, ale angielska sztafeta 4 × 110 jardów z jego udziałem (biegli w niej również John Archer, Leslie Lewis i Nick Stacey) zdobyła srebrny medal.
Shenton zwyciężył w biegu na 200 metrów na mistrzostwach Europy w 1950 w Brukseli, a brytyjska sztafeta 4 × 100 metrów (w składzie: Jack Gregory, Alan Grieve, Shenton i Austin Pinnington) zajęła 4. miejsce. Na igrzyskach olimpijskich w 1952 w Helsinkach Shenton odpadł w ćwierćfinale biegu na 200 m, a w sztafecie zajął 4. miejsce (biegli w niej Emmanuel McDonald Bailey, William Jack, Gregory i Shenton). Podczas igrzysk Imperium Brytyjskiego i Wspólnoty Brytyjskiej w 1954 w Vancouver zdobył srebrny medal w biegu na 220 jardów. W sztafecie 4 × 110 jardów drużyna angielska zajęła 4. miejsce (biegli w niej Kenneth Box, George Ellis, Alan Lillington i Shenton). W biegu na 100 jardów Shenton odpadł w półfinale.
Na mistrzostwach Europy w 1954 w Bernie zdobył srebrny medal w sztafecie 4 × 100 m (biegła w składzie: Box, Ellis, Kenneth Jones i Shenton). W finale biegu na 200 m zajął 4. miejsce. Na igrzyskach olimpijskich w 1956 w Melbourne odpadł w półfinale na 200 m, a w sztafecie 4 × 100 m Brytyjczycy w składzie: Box, Roy Sandstrom, David Segal i Shenton zajęli 5. miejsce.
Shenton był kilkakrotnie rekordzistą Wielkiej Brytanii w sztafecie 4 × 100 m (aż do wyniku 40,6 s podczas igrzysk olimpijskich w Helsinkach, wyrównanego potem na igrzyskach w Melbourne.
Shenton był mistrzem Wielkiej Brytanii (AAA) na 220 jardów w 1954 i 1956.
Zginął w wypadku samochodowym.

## Rekordy życiowe
| Konkurencja        | Data | Wynik |
| ------------------ | ---- | ----- |
| bieg na 100 metrów | 1956 | 10,6  |
| bieg na 200 metrów | 1956 | 21,2  |